# Straßenbahn Zhuhai
Die Straßenbahn Zhuhai war ein von 2017 bis 2021 bestehender Straßenbahnbetrieb in der chinesischen Stadt Zhuhai.

## Kurzbeschreibung
Der Betrieb bestand zum Zeitpunkt der Eröffnung am 13. Juni 2017 aus einer normalspurigen Ost-West-Straßenbahnlinie mit 8,9 km Länge und 14 Haltestellen zwischen Haitian und Shangchong (Linie 1). Eine zweite, in Nord-Süd-Richtung verlaufende Strecke sollte 2017 in Betrieb gehen. Die hier verkehrende Linie sollte das Zentrum und den Hauptbahnhof anbinden. Ihre Endhaltestelle sollte nur wenige Meter vor der Übergangsstelle nach Macau liegen. Eine dritte Linie befand sich in Planung. Die Strecken verfügten über keine Oberleitung, nur zwischen der Endhaltestelle Shangchong und dem Betriebshof sowie innerhalb des Betriebshofes sind Oberleitungen vorhanden. Auf Grund der hier häufig auftretenden Taifune hatte sich die Stadt für das oberleitungslose System entschieden.
Am 22. Januar 2021 wurde der Fahrbetrieb eingestellt. Gründe dafür waren das TramWave-System, welches trotz mehrerer Modifikationen insbesondere bei Regen anfällig für Kurzschlüsse war und damit die Zuverlässigkeit des Betriebs verringerte, für hohe Betriebskosten sorgte, sowie geringe Fahrgastzahlen. Später wurde der Abbau und der Ersatz durch Busse beschlossen, nachdem ursprünglich eine Umrüstung auf Oberleitungsbetrieb für eine Wiederaufnahme des Betriebs angedacht war, welche 94,2 Mio. Renminbi gekostet hätte.

## Fahrzeuge
Das italienische Unternehmen Ansaldo STS hat für den fahrleitungslosen Betrieb das System TramWave entwickelt. Am 7. November 2014 begannen Versuchsfahrten auf einem 1,7 km langen Abschnitt der damals in Bau befindlichen Linie 1 der Straßenbahn Zhuhai. Technische Probleme verzögerten die zunächst für August 2015 geplante Inbetriebnahme. Vorhanden waren zur Eröffnung insgesamt zehn der fünfteiligen AnsaldoBreda Sirios; die ersten beiden wurden in Italien gebaut, alle weiteren Fahrzeuge in China.